# Pomník Tisíciletí Ruska

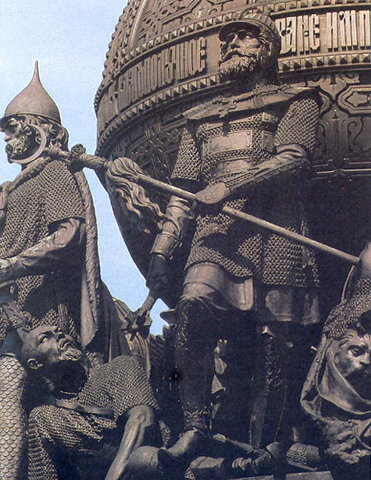
Dmitrij Donský

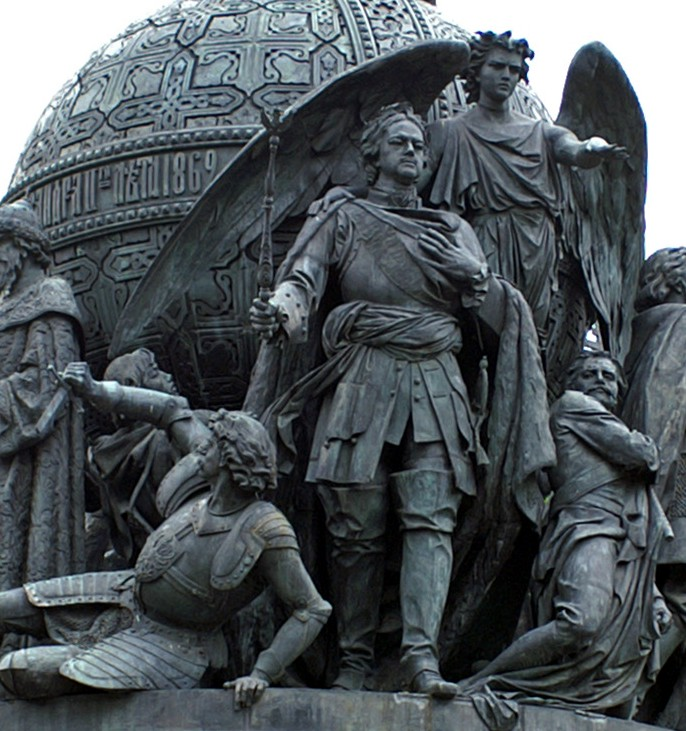
Petr I. Veliký

Pomník Tisíciletí Ruska (rusky памятник «Тысячелетие России») je památník vztyčený ve Velkém Novgorodě v roce 1862 na počest tisíciletého výročí legendárního pozvání Varjagů na Velkou Rus. Nachází se v areálu Novgorodského dětince, naproti Chrámu svaté Žofie.
Památník zobrazuje celkem 129 lidských postav.